# Hemidactylus jumailiae
Espèce
Hemidactylus jumailiae est une espèce de geckos de la famille des Gekkonidae.

## Répartition
Cette espèce est endémique du Yémen.

## Description
Hemidactylus jumailiae mesure jusqu'à 47 mm, queue non comprise.

## Étymologie
Cette espèce est nommée en l'honneur de Masaa Al-Jumaily.

## Publication originale
- Busais & Joger, 2011 : Three new species and one new subspecies of Hemidactylus Oken, 1817 from Yemen (Squamata, Gekkonidae). Vertebrate Zoology, vol. 61, n. 2, p. 267–280 (texte intégral).